# Мёртвый космос
«Мёртвый ко́смос» (англ. Dead Space) — американский научно-фантастический фильм 1990 года, снятый режиссёром Фредом Галло. В главных ролях снялись Марк Сингер и Брайан Крэнстон. Фильм является ремейком «Запретного мира» 1982 года, продюсером которого выступил Роджер Корман. Название серии игр Dead Space было позаимствовано у этого фильма.

## Сюжет
На космический корабль, управляемый капитаном Кригером, совершается нападение группы из агрессивно настроенных боевых звёздных истребителей неизвестного происхождения. Завязывается жестокая схватка, осложняющаяся тем, что на борту корабля Кригера обнаруживается серьёзная неисправность систем вооружения. Тем не менее капитан и его робот-напарник выходят из сложившейся ситуации с помощью соединений проводов высокого напряжения, питающие энергией космическую пушку, что поражает противников залпом огня.
После того, как радиоаппаратура корабля фиксирует сигнал SOS, исходящий от близлежащей планеты Фебон, капитан сразу же принимает решение откликнуться на этот призыв. Однако кратковременный визит Кригера на планету затягивается: звёздолётчику приходится вступить в смертельную схватку с чудовищным монстром.

## Релиз
В 2010 году Shout! Factory выпустила фильм на DVD вместе с фильмом «Внутренний страх» в рамках коллекции «Roger Corman’s Cult Classics».
С января 2022 года фильм доступен для бесплатной трансляции на многих сайтах, включая Tubi, Google Pay и стриминговый сервис Shout.

## Актёрский состав
- Марк Сингер — командир Стив Кригер
- Лаура Мэй Тейт — доктор Мелиса Сэлинджер
- Брайан Крэнстон — доктор Фрэнк Дэрден
- Джудит Чапман — доктор Эмили Стот
- Рэнди Райнхольц — Тим
- Фрэнк Роман — Сэл Дикенс
- Лори Лайвли — Джил Толлман
- Грег Бланчард — Джо
- Роджер Халстон — Тинпан
- Лиз Роджерс — Девон Лэтхам